# 亨利·迪克森
亨利·迪克森（英語：Henry Dickerson，1951年11月27日—2023年8月10日），美国NBA联盟前职业篮球运动员。